# Cydia sammuti
Cydia sammuti is een vlinder uit de familie bladrollers (Tortricidae). De wetenschappelijke naam is voor het eerst geldig gepubliceerd in 1986 door A. Diakonoff.
De soort komt voor op Malta. Ze is genoemd naar Paul M. Sammut uit Malta, die het type-specimen schonk aan het Rijksmuseum van Natuurlijke Historie in Leiden.